# كثء ربلي
الكثء الربلي (باللاتينية: Barbarea plantaginea) نوع نباتي ينتمي إلى جنس الكثء من الفصيلة الكرنبية.

## الموئل والانتشار
موطن هذا النوع بلاد الشام وأرمينيا.

## مرادفات للاسم العلمي
- (باللاتينية: Barbarea barbareae (L.) Sprague)
- (باللاتينية: Barbarea vulgaris var. plantaginea (DC.) Regel)
- (باللاتينية: Erysimum orientale Mill.)
- (باللاتينية: Sisymbrium barbareae L.)